# サヴォワ

サヴォワの旗

サヴォワ（フランス語：Savoie（サヴワ）、アルピタン語：Savouè（サヴウェ））またはサヴォイア（イタリア語：Savoia）は、南ヨーロッパの歴史的地域名。おおよそ現在のフランス南東部、ローヌ＝アルプ地域圏のサヴォワ県とオート＝サヴォワ県にあたるが、歴史的領域としては現在のイタリア領とスイス領にも一部がまたがっている。

## 由来
「サヴォワ」の地名は、ラテン語のサパウディア（Sapaudia）に由来する。「サパウディア」は「サピン ＋ ヴィディア」で、sapin は「樅の木」を、-vidiā は「森」を意味することから、Sapaudia で「樅の森」ないし「樅の森の国」を意味する。サパウディアの名は西ローマ帝国末期の4世紀末、マルケリヌス・アンミアヌスの Res Gestae にブルグント族の居住地として初めて記された。11世紀頃の中世ラテン語では Savogia となり、音韻変化の結果 Savoie となった。

## 地理

サヴォワ県

オート＝サヴォワ県

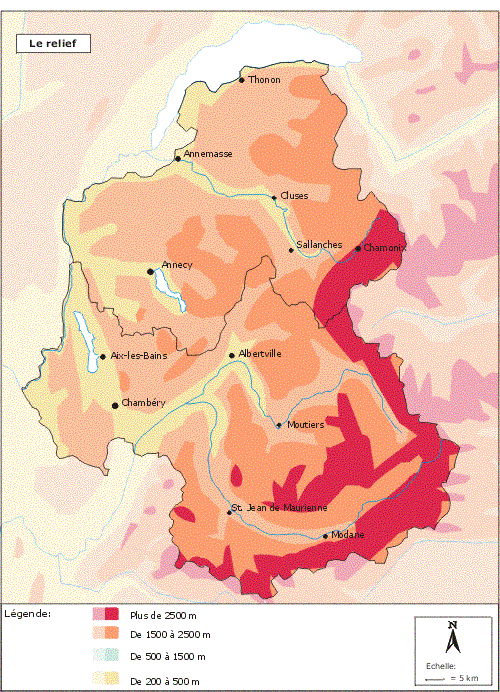
サヴォワの等高図（赤い方が高い）

サヴォワは北をレマン湖、東から南をアルプス山脈、南東部をシャルトルーズ山地、東をローヌ川とギエール川に囲まれる。

## 歴史
11世紀初頭、神聖ローマ皇帝コンラート2世がこの地方を征服した際、この地方はサヴォイア家（サヴォワ家）の始祖となるウンベルト1世ビアンカマーノの所領となった。
以来サヴォイア家のサヴォイア（サヴォワ）伯領として発展し、1416年にはサヴォイア（サヴォワ）公国となるが、1563年に宮廷がシャンベリからトリノに遷される。
1720年にサヴォイア公ヴィットーリオ・アメデーオ2世がサルデーニャ島と王位を手に入れサルデーニャ王国が成立すると、サヴォワは実質的には王家ゆかりの地という一地方となった。1792年から1815年まで、サヴォワはフランス革命軍の支配下にあったが、1793年にはフランスの支配を排除するために戦争を起こした（メリベル戦争）。1860年にサルデーニャ王国はヴィットーリオ・エマヌエーレ2世の下でイタリア統一を果たしたが、フランスにイタリア王国を承認させるため、プロンビエールの密約に基づき、ニース地方（イタリア語ではニッツァ）と共にサヴォワをフランス帝国に割譲した（なお、サヴォイア公の称号はこの時まで用いられており、以後もイタリア王の名目上の称号の一つとして保持された）。